# Жигрски Врх
Жигрски Врх (словен. Žigrski Vrh) је насељено место у општини Севница, Посавска регија, Словенија.

## Историја
До територијалне реорганизације у Словенији био је у саставу старе општине Севница.

## Становништво
У попису становништва из 2011. године, Жигрски Врх је имао 174 становника.
| Број становника према пописима | Број становника према пописима | Број становника према пописима |
| ------------------------------ | ------------------------------ | ------------------------------ |
| 1991                           | 2002                           | 2011                           |
| 195                            | 171                            | 174                            |

Напомена: Године 2009. извршена је мања размена територије између насеља Стржишче и Жигрски Врх.